# As Long As You Want This
As Long As You Want This is het eerste studioalbum van de Nederlands band Kane. Het album verscheen op 28 januari 2000. Het album wordt voorafgegaan door de single Where Do I Go Now.

## Productie
Kane bracht in 1999 de single Where Do I Go Now uit. Met dank aan het videokanaal TMF en radiostation 3FM werd de single een hit. In oktober datzelfde jaar begon Dinand Woesthoff samen met Dennis van Leeuwen met het opnemen van het album As Long As You Want This in de Wisseloord Studios in Hilversum en Studio Arnold Mühren in Volendam. As Long As You Want This werd geproduceerd door Haro Slok en Henkjan Smits, samen met Dinand Woesthoff, de zanger van Kane.

## Tracklist
| Nr. | Titel                      | Opmerking | Duur |
| --- | -------------------------- | --------- | ---- |
| 1.  | As Long As You Want This   |           | 3:57 |
| 2.  | Can You Handle Me          |           | 3:17 |
| 3.  | Damn Those Eyes            |           | 4:49 |
| 4.  | Hands                      |           | 4:52 |
| 5.  | Where Do I Go Now          |           | 4:13 |
| 6.  | I Will Keep My Head Down   |           | 5:06 |
| 7.  | Not Here                   |           | 4:11 |
| 8.  | Waiting, Waiting           |           | 4:46 |
| 9.  | Rescue Me                  |           | 4:46 |
| 10. | Until Nothing Else Matters |           | 3:52 |
| 11. | Just Go                    |           | 3:30 |
| 12. | My Hearts Desire           |           | 4:22 |
| 13. | Taurus (Hanging On)        |           | 5:30 |

## Ontvangst
De single Where Do I Go Now wist de 29ste plaats te behalen in de Nederlandse Top 40. Het album As Long As You Want This stond 105 weken in de Album Top 100 met als piekpositie de tweede plaats waarop het drie wekenlang stond van 12 februari 2000 tot 26 februari 2002. In de eerste twee maanden na het uitbrengen van het album werd deze 40.000 keer verkocht. Uiteindelijk werden er 250.000 exemplaren verkocht in Nederland, waarmee het album 2× platinum ging. In 2001 kreeg Kane een Edison Award voor As Long As You Want This.